# Vieux Logis de Candes-Saint-Martin
Le Vieux Logis de Candes-Saint-Martin est un logis seigneurial situé à Candes-Saint-Martin (Indre-et-Loire) et inscrit aux monuments historiques le 27 novembre 1951.